# Gino Armano
Gino Armano (Litta Parodi, 25 ottobre 1927 – Litta Parodi, 27 ottobre 2003) è stato un calciatore e allenatore di calcio italiano, di ruolo attaccante.

## Carriera

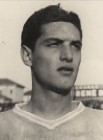
Gino Armano

Iniziò la sua carriera tra le file dell'Alessandria, con cui si mise in mostra negli anni quaranta: nel 1948 venne acquistato dall'Inter del presidente Carlo Masseroni. Divenne in breve uno dei più grandi attaccanti della storia nerazzurra, componendo un reparto offensivo di notevole livello insieme a Benito Lorenzi, Lennart Skoglund e István Nyers: con la maglia dell'Inter ha collezionato 255 presenze e 73 reti in Campionato.
Nel periodo milanese, Armano passò alla storia per il suo ruolo di elastico tra difesa ed attacco (la cosiddetta ala tornante) nell'ambito del gioco prudente e di marca difensivista (il famoso catenaccio) impostato dal tecnico Alfredo Foni. Pur non avendo la possibilità di giocare in Coppa Italia e nelle coppe europee, si aggiudicò due Scudetti consecutivi nelle stagioni 1952-53 e 1953-54. Nell'estate 1956 fu ingaggiato dal Torino, militandovi per tre stagioni (l'ultima terminò con la retrocessione nel campionato cadetto): si ritirò dal calcio nel 1961 giocando le due ultime stagioni a Tortona nel Derthona, in seguito ha ricoperto la carica di direttore tecnico e di allenatore (nella stagione 1965-66) per l'Alessandria.
Benché vanti più di 400 partite ed oltre 100 gol in Serie A non ebbe mai l'occasione di vestire la maglia della Nazionale maggiore: tra gli altri "centenari del gol" solo Lorenzo Bettini, Pietro Paolo Virdis e Nicola Amoruso non hanno mai giocato in azzurro, mentre Andrea Consigli e Paolo Cannavaro hanno anch'essi collezionato più di 400 presenze in massima serie senza mai esordire in Nazionale.

## Statistiche

### Presenze e reti nei club
| Stagione           | Squadra            | Campionato         | Campionato | Campionato | Coppe nazionali | Coppe nazionali | Coppe nazionali | Coppe continentali | Coppe continentali | Coppe continentali | Altre coppe | Altre coppe | Altre coppe | Totale | Totale |
| Stagione           | Squadra            | Comp               | Pres       | Reti       | Comp            | Pres            | Reti            | Comp               | Pres               | Reti               | Comp        | Pres        | Reti        | Pres   | Reti   |
| ------------------ | ------------------ | ------------------ | ---------- | ---------- | --------------- | --------------- | --------------- | ------------------ | ------------------ | ------------------ | ----------- | ----------- | ----------- | ------ | ------ |
| 1945-1946          | Alessandria        | DN                 | 10         | 1          | -               | -               | -               | -                  | -                  | -                  | -           | -           | -           | 10     | 1      |
| 1946-1947          | Alessandria        | A                  | 24         | 5          | -               | -               | -               | -                  | -                  | -                  | -           | -           | -           | 24     | 5      |
| 1947-1948          | Alessandria        | A                  | 33         | 3          | -               | -               | -               | -                  | -                  | -                  | -           | -           | -           | 33     | 3      |
| Totale Alessandria | Totale Alessandria | Totale Alessandria | 67         | 9          |                 | -               | -               |                    | -                  | -                  |             | -           | -           | 67     | 9      |
| 1948-1949          | Inter              | A                  | 33         | 10         | -               | -               | -               | -                  | -                  | -                  | -           | -           | -           | 33     | 10     |
| 1949-1950          | Inter              | A                  | 28         | 5          | -               | -               | -               | -                  | -                  | -                  | -           | -           | -           | 28     | 5      |
| 1950-1951          | Inter              | A                  | 32         | 7          | -               | -               | -               | -                  | -                  | -                  | -           | -           | -           | 32     | 7      |
| 1951-1952          | Inter              | A                  | 37         | 11         | -               | -               | -               | -                  | -                  | -                  | -           | -           | -           | 37     | 11     |
| 1952-1953          | Inter              | A                  | 29         | 4          | -               | -               | -               | -                  | -                  | -                  | -           | -           | -           | 29     | 4      |
| 1953-1954          | Inter              | A                  | 33         | 13         | -               | -               | -               | -                  | -                  | -                  | -           | -           | -           | 33     | 13     |
| 1954-1955          | Inter              | A                  | 33         | 14         | -               | -               | -               | -                  | -                  | -                  | -           | -           | -           | 33     | 14     |
| 1955-1956          | Inter              | A                  | 30         | 8          | -               | -               | -               | CdF                | 0                  | 0                  | -           | -           | -           | 30     | 8      |
| Totale Inter       | Totale Inter       | Totale Inter       | 255        | 72         |                 | -               | -               |                    | 0                  | 0                  |             | -           | -           | 255    | 72     |
| 1956-1957          | Torino             | A                  | 33         | 12         | -               | -               | -               | -                  | -                  | -                  | -           | -           | -           | 33     | 12     |
| 1957-1958          | Torino             | A                  | 31         | 9          | CI              | 0               | 0               | -                  | -                  | -                  | -           | -           | -           | 31     | 9      |
| 1958-1959          | Torino             | A                  | 25         | 4          | CI              | 3               | 2               | -                  | -                  | -                  | -           | -           | -           | 28     | 6      |
| Totale Torino      | Totale Torino      | Totale Torino      | 89         | 25         |                 | 3               | 2               |                    | -                  | -                  |             | -           | -           | 92     | 27     |
| Totale carriera    | Totale carriera    | Totale carriera    | 411        | 106        |                 | 3               | 2               |                    | 0                  | 0                  |             | -           | -           | 414    | 108    |

## Palmarès
- Campionato italiano: 2

Inter: 1952-1953, 1953-1954
- Campionato italiano di Serie B: 1

Alessandria: 1945-1946